# Mentefakt
Ein Mentefakt ist ein menschliches Artefakt, dessen geistiger Inhalt im Mittelpunkt steht; im Gegensatz zum Artefakt, bei dem das physisch greifbare Objekt gemeint ist. Mentefakte können, im Unterschied zu Musealien, ohne Informationsverlust reproduziert werden, da ihre Bedeutung nicht in ihrer Materialität liegt, sondern in den enthaltenen Informationen. Der Begriff findet in der Semiotik Verwendung.